# بیابان چلبی

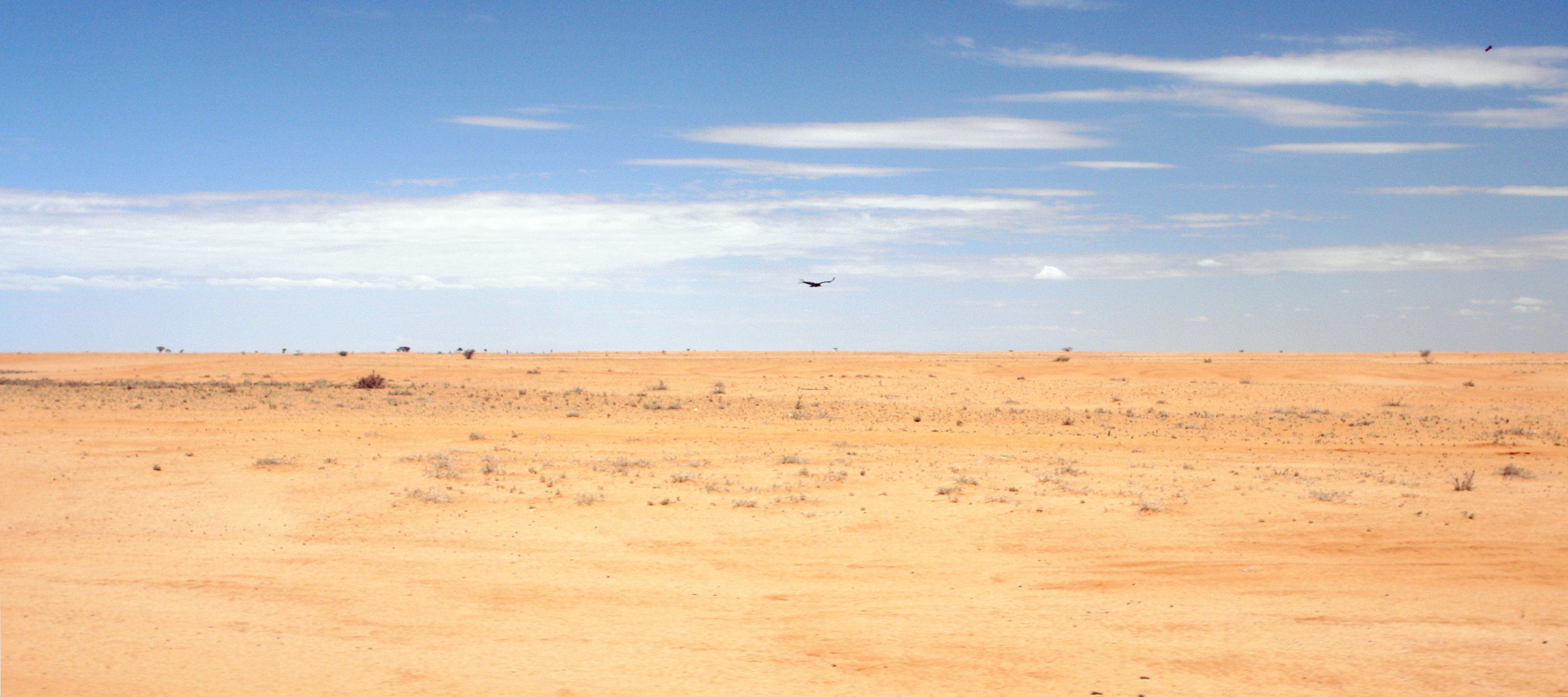
نمایی از بیابان چلبی

بیابان چلبی (به انگلیسی: Chalbi Desert) نام بیابان کوچکی در قسمت شمالی کشور کنیا نزدیک مرز اتیوپی است.